# TG5
TG5（TeleGiornale 5）是意大利电视频道Canale 5的一个新闻节目。该节目每天通过Canale 5和Mediaset TGcom24在国内播出几次。该节目晚上8点的收视率是意大利商业电视中最高的。